# ناثانيل ويديربورن
ناثانيل ويديربورن (بالإنجليزية: Nathaniel Wedderburn)‏ (مواليد 30 يونيو 1991 في وولفرهامبتون - إنجلترا) لاعب كرة قدم إنجليزي يلعب حاليا لصالح نادي الدرجة الممتازة ستوك سيتي الإنجليزي منذ 2007 في مركز الوسط المحوري كما يجيد اللعب في مركز قلب الدفاع .

## روابط خارجية
- ناثانيل ويديربورن على موقع قاعدة بيانات كرة القدم.إي يو (الإنجليزية)
- ناثانيل ويديربورن على موقع Soccerbase.com (لاعب) (الإنجليزية)
- ناثانيل ويديربورن على موقع Soccerway.com (الإنجليزية)